# Archaeosyodon
Archaeosyodon és un gènere extint de teràpsid dinocèfal que va viure al període Permià. Aquest animal mesurava entre 1,5 i 2 metres de longitud.